# Перекличка (фильм)
«Перекличка» — советский полнометражный чёрно-белый художественный фильм, поставленный на киностудии «Таджикфильм» в 1965 году режиссёром Даниилом Храбровицким.

## Сюжет
Многоплановый, как роман, фильм строится на четырёх разных историях, тесно переплетающихся между собой. События сегодняшние перемежаются с воспоминаниями о событиях двадцатилетней давности. Соединяет все истории фильма образ прошедшего Великую Отечественную войну генерала Журавлёва, который сейчас является одним из ведущих конструкторов космических ракет. Истории, которые он вспоминает, во многом документальны.

## В ролях
- Никита Михалков — Сергей Бородин
- Олег Стриженов — Алексей Бородин, космонавт
- Марианна Вертинская — Катя, драматическая актриса
- Татьяна Доронина — Ника
- Василий Меркурьев — генерал Виктор Ильич Журавлёв
- Евгений Стеблов — Саша Амельченко
- Шавкат Газиев — механик-водитель танкового экипажа
- Вячеслав Подвиг - Боря
- Владимир Кашпур - Виктор Ружин, лейтенант, полный кавалер ордена Славы

## Съёмочная группа
- Сценарий и постановка Даниила Храбровицкого
- Главный оператор — Юрий Сокол
- Композитор — Моисей Вайнберг
- Звукооператор — Вячеслав Лещёв
- Дирижёр — Эмин Хачатурян
- Монтаж Александры Боровской
- Военные консультанты: генерал-лейтенант Иван Владимиров, подполковник Ю. Морозов
- Консультанты по космонавтике: полковник Е. Карпов, полковник А. Беспалов

Во время съёмок одного из военных эпизодов фильма получил значительные повреждения храм Святого Архангела Михаила в местечке Зембин (Белоруссия).
В адрес Никиты Михалкова, игравшего роль танкиста в фильме, поступали обращения Патриаршего Экзарха всея Беларуси Филарета, общественных деятелей, причта храма с просьбой об оказании помощи в восстановлении святыни, однако он их все проигнорировал. Несмотря на то, что Никита Михалков лично не взрывал динамитом церковь, в фильме он сыграл роль танкиста, въехавшего на танке Т-34 в алтарную часть храма, а также проехавшегося танком по местам захоронений священнослужителей за алтарём храма (в этих кадрах в танке сидит дублёр-танкист).